# Klerk (beroep)
De term klerk was de reguliere aanduiding voor een persoon die administratieve werkzaamheden verrichtte, meestal op een kantoor en dat kon op diverse niveaus zijn. Tot in de zestiende eeuw werd de secretaris van een dorp vaak nog aangeduid als klerk. De term is in Nederland in die betekenis in onbruik geraakt en wordt voornamelijk nog in denigrerende zin gebruikt omdat in de loop van de negentiende eeuw de functie van klerk danig aan status inboette. In de twintigste eeuw duidde het iemand aan die administratief werk verrichtte onder het niveau van management. De functie heeft benamingen gekregen als 'kantoorbediende' en 'administratief medewerker'.
Nog wel in gebruik is de term waterklerk, een functionaris die belast is met het toezicht op laden en lossen, het in- en uitklaren van scheepsladingen en de term notarisklerk, een persoon in dienst van een notaris  of notariskantoor die de vierjarige opleiding tot notarisklerk bij de Stichting Opleiding Medewerkers in het Notariaat met succes heeft afgerond.
Het woord is afkomstig van het Latijnse 'clericus', oorspronkelijk de aanduiding voor een geestelijke. In de middeleeuwen was een klerk strikt genomen iemand die minstens de lagere wijdingen ontvangen had. In de praktijk was het iemand die gestudeerd had aan een kloosterschool, een kathedraalschool, een kapittelschool of een universiteit en dus Latijn kon lezen en schrijven. Later werd de term ook gebruikt voor een seculiere geleerde. Klerken verzorgden de administratie voor de kerk maar ook voor de adel.
Vanaf de late 13e eeuw raakte de kennis van lezen en schrijven ook meer en meer verspreid onder leken. Onder meer de ateliers voor de productie van handschriften werden een zaak van leken. De scriptoria van de kloosters werkten vanaf dan vooral voor eigen gebruik, met uitzondering van de kloosters van de Congregatie van Windesheim die getijdenboeken in de volkstaal produceerden voor de verkoop aan leken.